# Estádio do Costa do Sol
Het Estádio do Costa do Sol is een stadion in Maputo in Mozambique.  Het wordt het meest gebruikt voor voetbalwedstrijden en is het thuisveld van Clube de Desportos da Costa do Sol. Het stadion bevat 10.000 plaatsen.  